# 陰蹻脈
陰蹻脈（いんきょうみゃく）は経絡の一つ。足の少陰の別脈、その脈、跟中に起こり、足の少陰の然谷穴の後、同じく内果の下、足の少陰の照海穴を循り、上って内果の上2寸、交信穴を以って郄と為す。直上して陰股を循り、陰上に入り、胸裡を循って缺盆に入り、上って人迎穴の前に出、咽嚨に至り衝脈を交貫し頄の内廉に入る。上行して内眥に属し、手、足の太陽、足の陽明、陽蹻の五脈と睛明穴で会す。
然谷→照海→交信→睛明
宗穴-照海　郄穴-交信